# Maira vanderwulpi
Maira vanderwulpi là một loài ruồi trong họ Asilidae. Maira vanderwulpi được Meijere miêu tả năm 1913. Loài này phân bố ở miền Australasia.